# Santo Antônio de Jesus (microregio)
Santo Antônio de Jesus is een van de 32 microregio's van de Braziliaanse deelstaat Bahia. Zij ligt in de mesoregio Metropolitana de Salvador en grenst aan de Atlantische Oceaan in het zuidoosten, de mesoregio's Sul Baiano in het zuiden, Centro-Sul Baiano in het zuidwesten en Centro-Norte Baiano in het westen en noorden en de microregio's Catu in het noordoosten en Salvador in het oosten. De microregio heeft een oppervlakte van ca. 5651 km². Midden 2004 werd het inwoneraantal geschat op 527.080.
21 gemeenten behoren tot deze microregio:
| - Aratuípe - Cabaceiras do Paraguaçu - Cachoeira - Castro Alves - Conceição do Almeida - Cruz das Almas - Dom Macedo Costa - Governador Mangabeira - Jaguaripe - Maragogipe - Muniz Ferreira | - Muritiba - Nazaré - Salinas da Margarida - Santo Amaro - Santo Antônio de Jesus - São Felipe - São Félix - Sapeaçu - Saubara - Varzedo |

Mesoregio's: Centro-Norte Baiano · Centro-Sul Baiano · Extremo Oeste Baiano · Metropolitana de Salvador · Nordeste Baiano · Sul Baiano · Vale São-Franciscano da Bahia

Microregio's: Alagoinhas · Barra · Barreiras · Bom Jesus da Lapa · Boquira · Brumado · Catu · Cotegipe · Entre Rios · Euclides da Cunha · Feira de Santana · Guanambi · Ilhéus-Itabuna · Irecê · Itaberaba · Itapetinga · Jacobina · Jequié · Jeremoabo · Juazeiro · Livramento do Brumado · Paulo Afonso · Porto Seguro · Ribeira do Pombal · Salvador · Santa Maria da Vitória · Santo Antônio de Jesus · Seabra · Senhor do Bonfim · Serrinha · Valença · Vitória da Conquista